# Liste des chaussées de Paris
Cet article recense les voies de Paris qualifiées officiellement de chaussées.

## Histoire

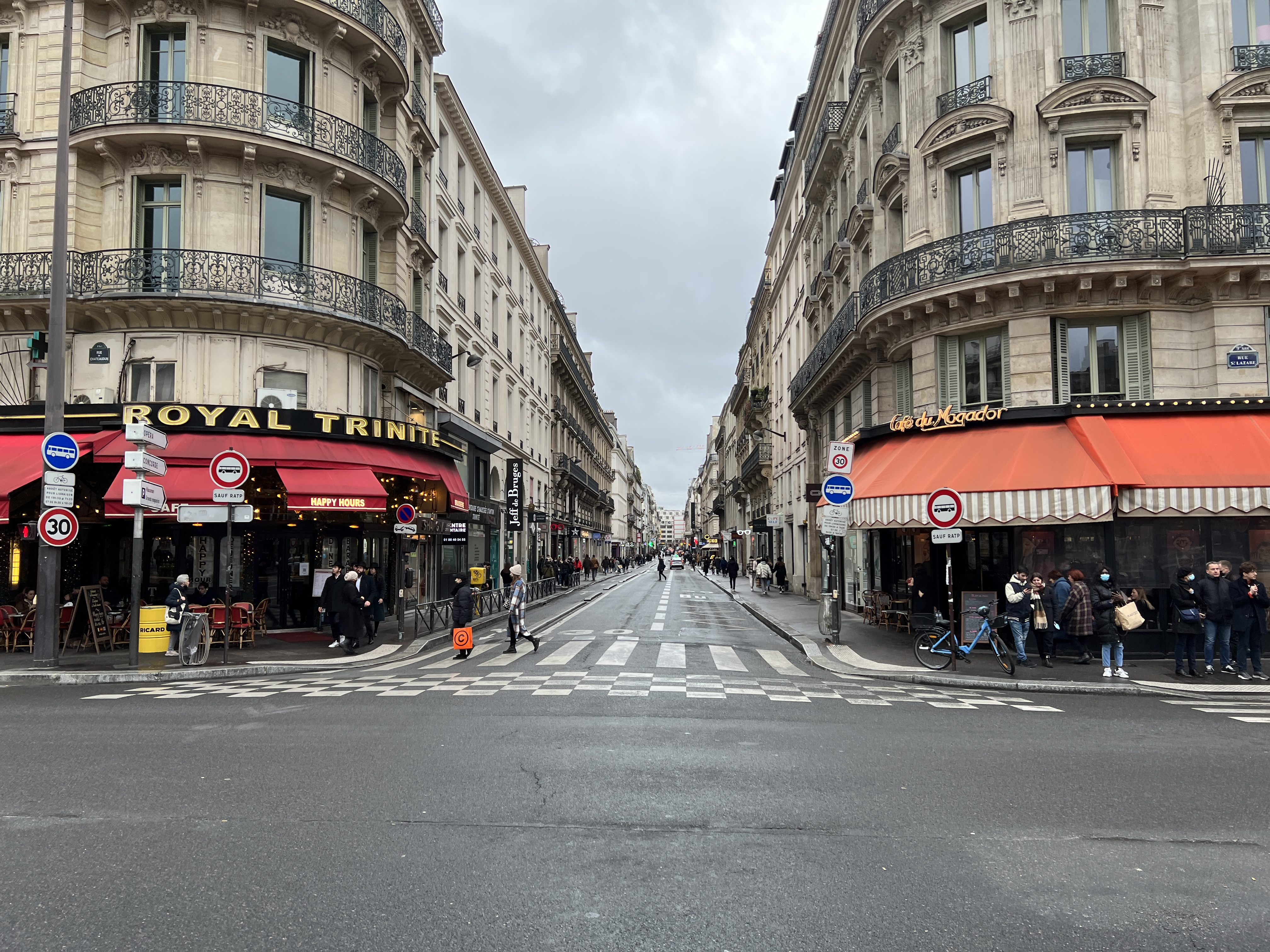
La rue de la Chaussée-d'Antin à Paris

De nombreuses voies étaient autrefois appelées « chaussée » à Paris. Ce terme, qui indique une voie de communication affectée à la circulation des véhicules, a tendance à tomber en désuétude à Paris si l'on en juge par le nombre de voies parisiennes qui ont perdu cette appellation.
Trois noms actuels de voie et 25 anciens noms de voie comportant le mot « chaussée » sont recensés dans la nomenclature officielle des voies publiques et privées de Paris.

## Chaussées parisiennes actuelles

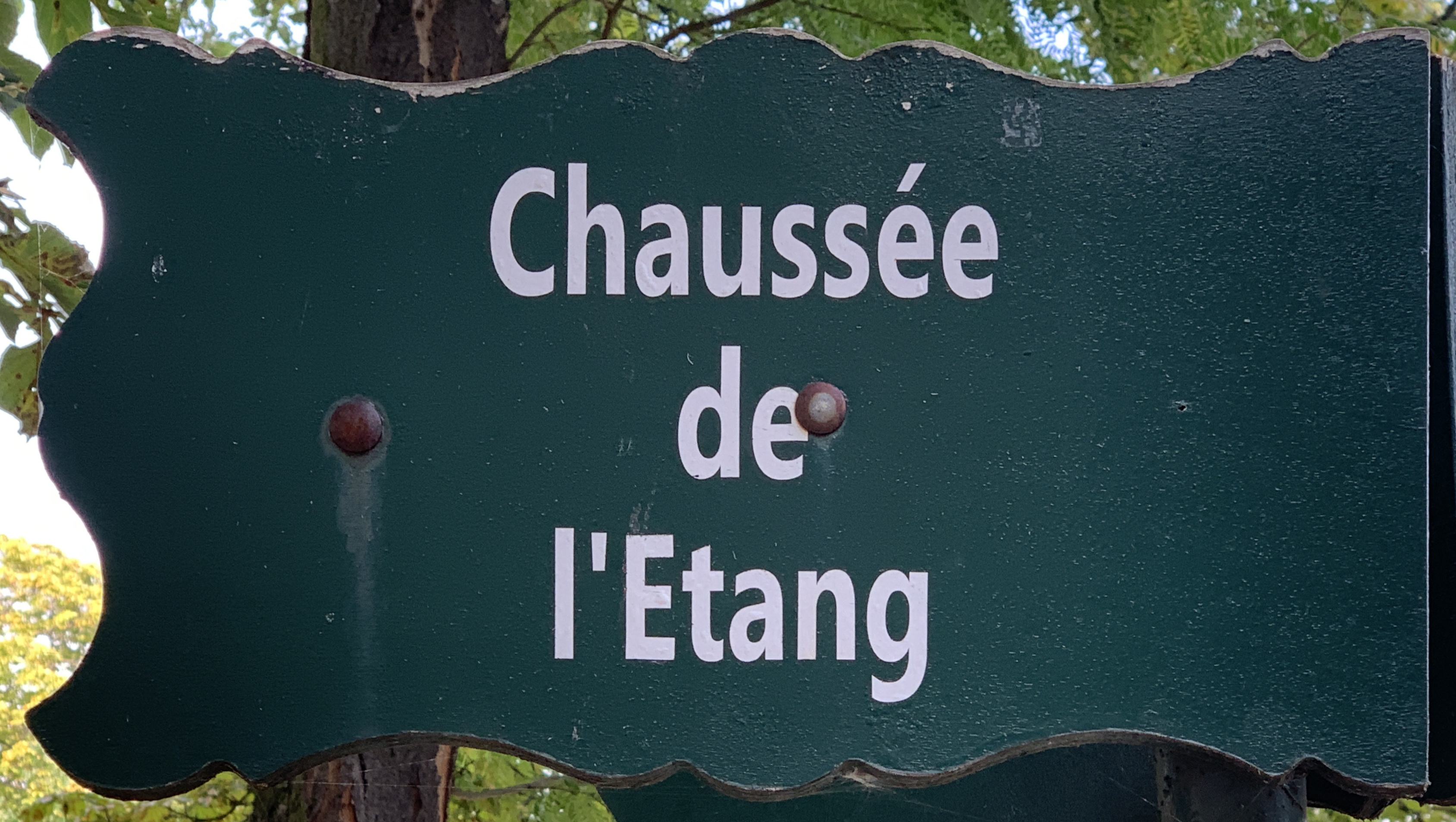
Chaussée de l'Étang.
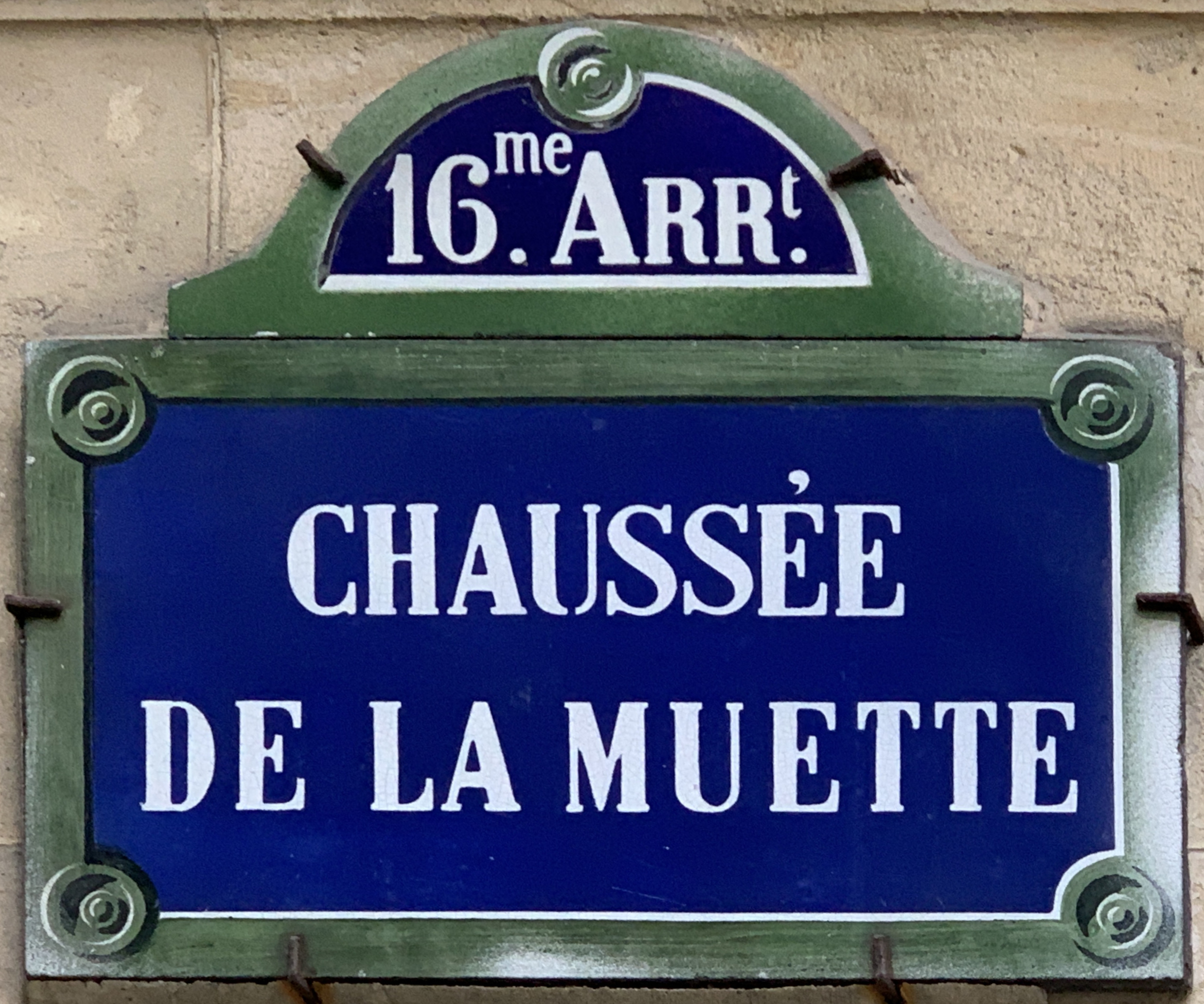
Chaussée de la Muette.

- La chaussée de l’Étang (12e arrondissement), limitrophe avec Saint-Mandé (Val-de-Marne), dans le bois de Vincennes pour sa partie parisienne.
- La chaussée de la Muette (16e arrondissement).

Il existe aussi une rue de la Chaussée-d'Antin, anciennement nommée chaussée d’Antin, située dans le 9e arrondissement et plus précisément dans le quartier de la Chaussée-d'Antin.
Le quartier de la Chaussée-d'Antin ou 34e quartier de Paris, est par ailleurs l'un des 80 quartiers administratifs de Paris, situé dans le 9e arrondissement.

## Anciennes chaussées parisiennes

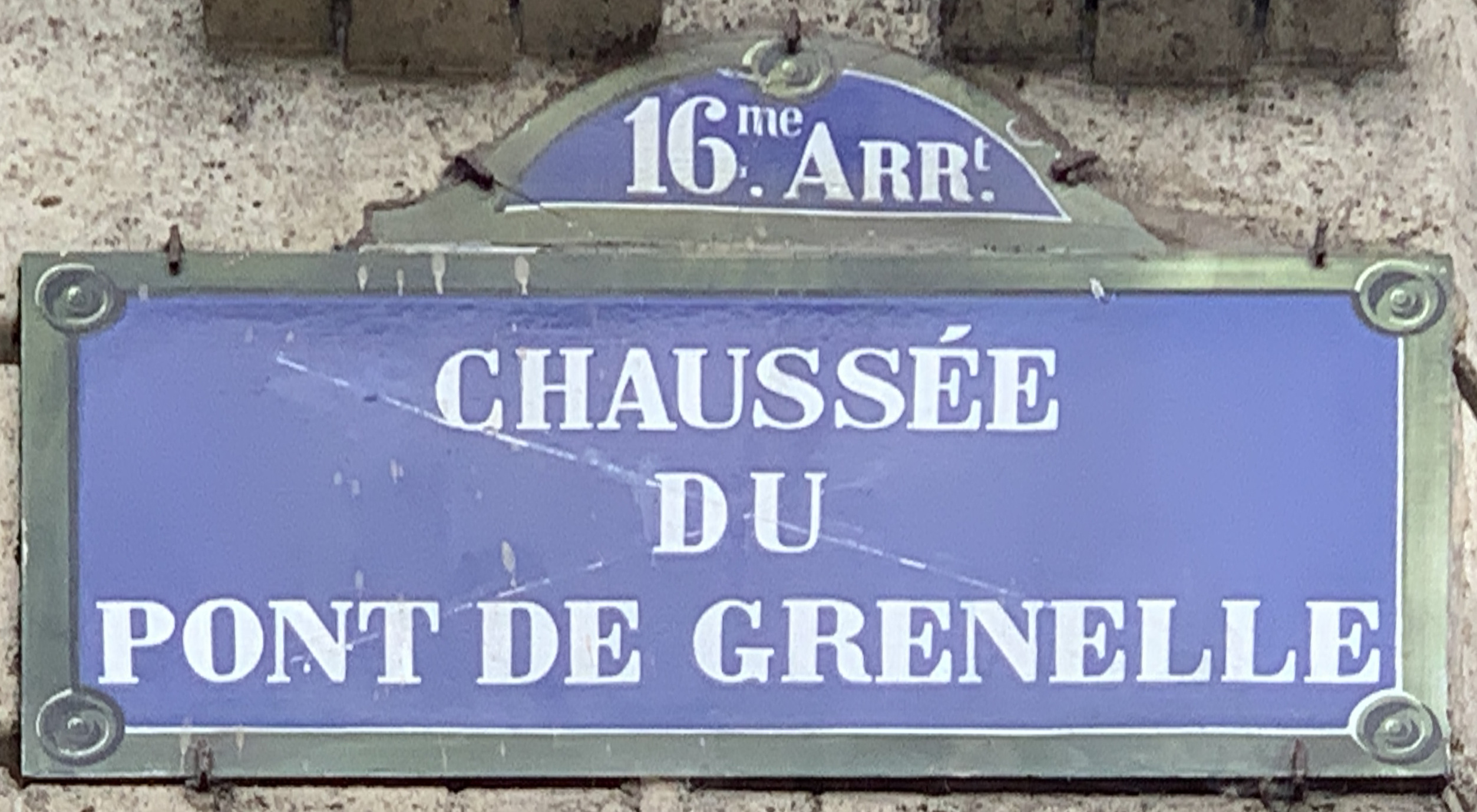
Plaque de la chaussée du Pont de Grenelle.

- chaussée d'Antin : actuellement rue de la Chaussée-d'Antin.
- chaussée de l'Arsenal : actuellement rue Jacques-Cœur.
- chaussée (ou chemin) de Clignancourt : actuellement partie de la rue de Clignancourt et partie de la rue Ramey.
- chaussée (ou chemin) de l'égout de Gaillon : actuellement rue de la Chaussée-d'Antin.
- chaussée de Gaillon : actuellement rue de la Chaussée-d'Antin.
- chaussée du Maine : actuellement avenue du Maine.
- chaussée des Martyrs : actuellement partie de la rue des Martyrs.
- chaussée (ou avenue) de Ménilmontant : actuellement rue de Ménilmontant.
- chaussée de Ménilmontant : actuellement partie de la rue Saint-Fargeau.
- grant chaussée de Monseigneur Saint-Denis (ou grant chaussée de Monsieur) : actuellement rue Saint-Denis.
- chaussée de la Nouvelle France : actuellement rue du Faubourg-Poissonnière.
- chaussée du pont de Grenelle : actuellement rue Maurice-Bourdet.
- chaussée du Roi : actuellement rue du Four.
- chaussée du Roi : homonyme de la précédente, il s'agissait d'une rue située près de l'église Saint-Barthélemy, dans la Cité. Ce nom parait s'appliquer à une partie de la rue de la Vieille-Draperie.
- chaussée (ou faubourg) du Roule : actuellement rue du Faubourg-Saint-Honoré.
- chaussée Saint-Antoine : actuellement rue du Faubourg-Saint-Antoine.
- chaussée Saint-Honoré : actuellement partie de la rue Saint-Honoré.
- chaussée (ou chemin) de Vanves : il en reste divers tronçons formant la rue de Chevreuse, la rue Auguste-Mie et la rue Raymond-Losserand.
- chaussée de la Villette : actuellement avenue de Flandre et avenue Corentin-Cariou.

Et aussi:
- boulevard de la chaussée d'Antin : actuellement boulevard des Italiens.
- rue de la chaussée des Minimes : actuellement rue de Béarn.
- rue de la chaussée Saint-Honoré : actuellement partie de la rue Saint-Honoré.
- rue Sainte-Croix chaussée d'Antin : actuellement partie de la rue de Caumartin.